# Клеттгау
Клеттгау (нім. Klettgau) — громада в Німеччині, знаходиться в землі Баден-Вюртемберг. Підпорядковується адміністративному округу Фрайбург. Входить до складу району Вальдсгут.
Площа — 45,87 км2. Населення становить 7669 осіб (станом на 31 грудня 2020).